# Britopygus weygoldti
Genre
Espèce
Britopygus weygoldti, unique représentant du genre Britopygus, est une espèce fossile d'amblypyges de la famille des Phrynidae.

## Distribution
Cette espèce a été découverte dans la formation Crato au Ceará au Brésil. Elle date du Crétacé.

## Étymologie
Cette espèce est nommée en l'honneur de Peter Weygoldt.

## Publication originale
- Dunlop & Martill, 2002 : The first whipspider (Arachnida: Amblypygi) and three new whipscorpions (Arachnida: Thelyphonida) from the Lower Cretaceous Crato Formation of Brazil. Transactions of the Royal Society of Edinburgh: Earth Sciences, vol. 92, p. 325-334.